# バイレファンキ
バイレファンキ（Baile Funk）は、1980年代に生まれたブラジル・リオデジャネイロのファベーラ発祥の音楽ジャンルの一つ。本場ブラジルではFunk Carioca（ファンキ・カリオカ）[ˈfɐ̃.ki ˌka.ɾi.ˈɔ.kɐ]などとも呼ばれる。単純にファンキ（Funk）と呼ばれることもあるが、同じ綴りのファンク（Funk）とは異なる音楽性である。マイアミ・ベースやギャングスタ・ラップから派生したヒップホップスタイルであり、リオデジャネイロを起源としているが、ブラジル国内の他地域の労働者階級の間でも人気が高まっている。
"baile"（ポルトガル語発音: [ˈbaj.lɯ]）はポルトガル語で「ダンスパーティー」を意味し、"baile funkは"、音楽そのものではなく、音楽が演奏されるパーティーやディスコを指す。

## 概要

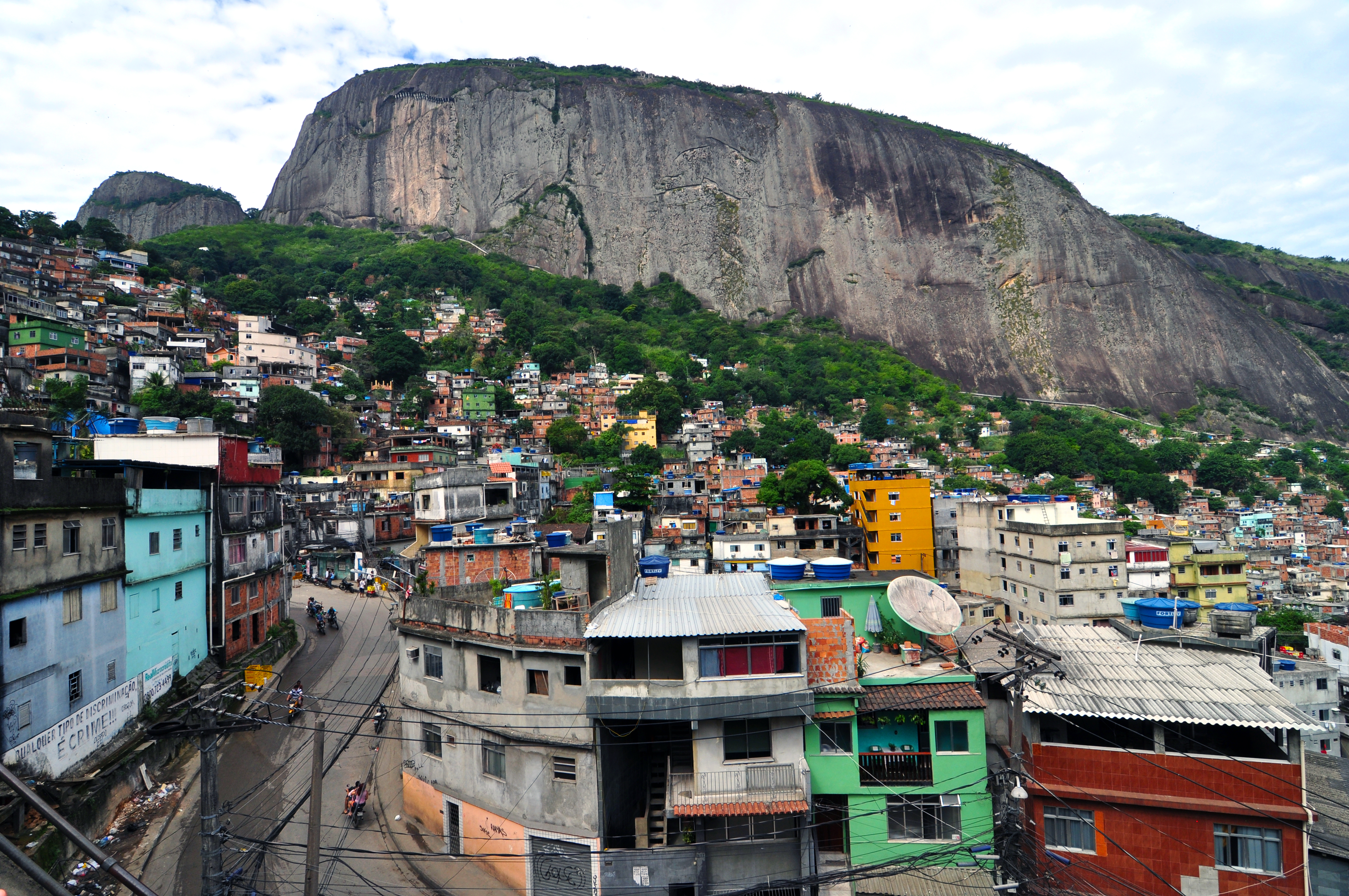
バイレファンキが生まれたリオデジャネイロのファヴェーラ

バイレファンキは、サンバ、アフロビート、マイアミ・ベース、ラテン音楽、アフリカの伝統的な宗教音楽、ヒップホップなど様々な音楽の影響を受けて成立した。マイアミ・ベースの発祥地であるマイアミは、ブラジルから最も近いアメリカ本土の大都市であることから、リオデジャネイロのDJが最新のアメリカのレコードを購入するためによく訪れていた場所である。また、奴隷貿易によってアフリカから連れてこられた黒人奴隷の間で信仰されていたブードゥー教やカンドンブレの影響も大きく、バイレファンキと似たビートは世界各地のアフリカ系移民のコミュニティで見られる。

## ヨーロッパでの認識

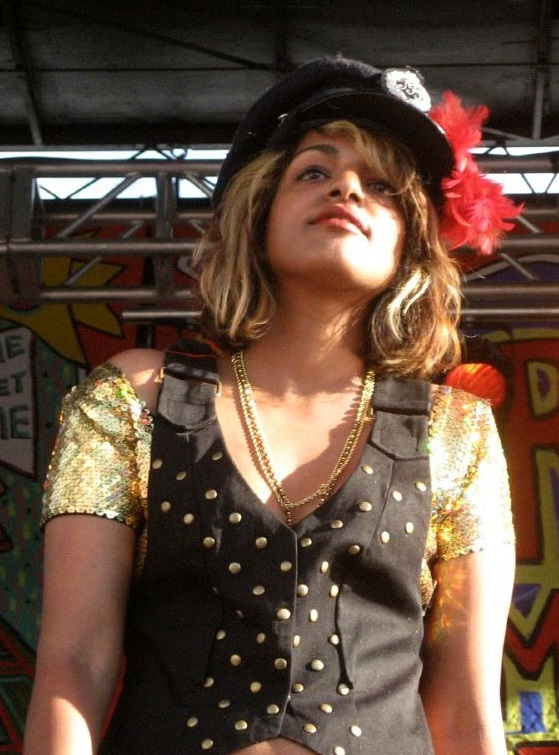
アーティストM.I.A.はバイレファンキに人気をもたらした。